# Prusy-Boškůvky
Prusy-Boškůvky település Csehországban, Vyškovi járásban. Prusy-Boškůvky Hoštice-Heroltice, Topolany, Vážany, Hlubočany, Orlovice, Moravské Málkovice, Kučerov, Vyškov és Rybníček településekkel határos. Lakosainak száma 675 fő (2024. január 1.).

## Népesség
A település lakosságának változását az alábbi diagram mutatja:
| Lakosok száma | 514  | 735  | 892  | 838  | 684  | 589  | 647  | 639  | 660  | 675  |
|               | 1869 | 1890 | 1921 | 1950 | 1980 | 2001 | 2017 | 2019 | 2022 | 2024 |